# An-Nasirijja (Egipt)
An-Nasirijja – miejscowość w Egipcie, w muhafazie Al-Minja. W 2006 roku liczyła 8291 mieszkańców.